# Baronia di Carapelle
La baronia di Carapelle fu un dominio feudale sviluppatosi a partire dal XIII secolo.

## Storia
La baronia nacque dopo il 1140, anno della conquista degli Abruzzi da parte di Ruggero I d'Altavilla, che assegnò Carapelle e altri feudi ad Oderisio di Collepietro-Pagliara. In seguito nel 1271 Carlo I d'Angiò donò al suo fedelissimo Matteo Plessis la parte settentrionale della diocesi valvense, comprendente i territori di Carapelle, Castelvecchio, Calascio, Rocca Calascio e Santo Stefano di Sessanio. L'area costituiva un bacino pastorale tra i più importanti d'Italia ed era situata in posizione strategica rispetto ai percorsi della transumanza e ai traffici commerciali della Via degli Abruzzi.
Concessa sul finire del secolo XIII alla famiglia romana dei Colonna, nel 1318 partecipò alla scorreria degli aquilani contro Amatrice. Pochi anni dopo si registrano le prime liti territoriali per il possesso dei pascoli con Barisciano, che all'epoca faceva parte del contado aquilano. Successivamente, alla metà del secolo, si riaccesero le dispute per il possesso dell'altopiano di Campo Imperatore, che proseguirono fino al XX secolo.
La baronia fu assegnata a Pietro da Celano da Carlo III d'Angiò-Durazzo nel 1382 e, successivamente, tramite la nipote di questi, Jacovella da Celano, passò prima a Jacopo Caldora e poi a Lionello Accrocciamuro, il cui figlio Ruggerone combatté la guerra angioino-aragonese (1460-1464) venendo sconfitto da Ferrante d'Aragona e perdendo così tutti i propri possedimenti. Carapelle passò quindi ad Antonio Piccolomini Todeschini finché nel 1579 l'ultima erede, Costanza, indebitatasi per la costruzione della basilica di Sant'Andrea della Valle, la cedette al granduca di Toscana Francesco I de' Medici unitamente al marchesato di Capestrano, per un importo di 106 000 scudi.
La dominazione medicea rappresentò il periodo di massimo splendore per l'intero territorio che, riunificato in un unico principato ed annesso ai territori di Bussi (1599), Amatrice, Accumoli e Cittareale (1639-1643) avrebbe costituito gli Stati medicei d'Abruzzo; in particolare, la baronia di Carapelle, e precisamente Santo Stefano di Sessanio, divennero il centro principale di produzione della pregiata lana carfagna che, lavorata a Firenze, veniva poi esportata in tutta Europa.
I Medici regnarono su Carapelle fino al 1743, quando i Borbone delle Due Sicilie decisero di ricomprendere il feudo sotto la loro diretta giurisdizione. La baronia fu poi definitivamente smantellata nel 1806 con l'eversione della feudalità, venendo ricompreso nel distretto di Aquila dell'omonima provincia e suddiviso tra i circondari di Barisciano e Capestrano.

## Territorio
La baronia di Carapelle aveva giurisdizione di un piccolo territorio della fascia pedemontana del Gran Sasso d'Italia comprendente i seguenti centri:
- Carapelle;
- Castelvecchio;
- Calascio;
- Rocca Calascio;
- Santo Stefano di Sessanio.